# コキマダラセセリ
コキマダラセセリ（小黄斑挵、 Ochlodes venatus）は、チョウ目（鱗翅目）セセリチョウ上科セセリチョウ科に属するチョウの一種。

## 概要
北日本の山地草原に生息するセセリチョウ。複眼は大きく、触角先端の膨らみは強い。縦に長い翅は一様な茶褐色で、表にオレンジ色～褐色の斑模様を乗せる。飛翔はすばやい。
食草はススキをはじめとする各種イネ科植物、他クマザサ（タケ科）・ホシモンスゲ（カヤツリグサ科）など。年1化で成虫は6月から8月半ば頃にかけて見られ、花などを訪れる。越冬態は2齢幼虫。
キマダラセセリよりもヒメキマダラセセリと近縁。

## 分布
北海道全土および本州中部地方以北の内陸・中国山地の山地草原。
日本国外ではユーラシア大陸北部。